# Agripà del Velai
Agripà (Agrippanus, en francès Agréve) (Hispània, s. VI - Saint-Agrève, ca. 602) fou bisbe del Velai. És venerat com a sant per diverses confessions cristianes.

## Biografia
Es creu que era d'origen hispanoromà. Fou triat com a bisbe i fou successor de sant Benigne cap al final del segle vi.
La seva llegenda dona diversos detalls de la seva vida entre les quals la conversió dels pobles de la diòcesi, que encara eren en bona part idòlatres o pagans, o bé arrians o influïts per les doctrines d'Helvidi. Segons la llegenda foren aquestos sectaris els que l'haurien matat en un lloc del Vivarès de nom Chiniac (Chinacum) a uns 30 km de lo Puèi de Velai, a la frontera del Velai, lloc que després es va dir Saint-Agrève (Ardecha, Roine-Alps). Fou mort amb Ursucí, i ambdós són considerats sants màrtirs.

## Veneració
Segons la tradició, un dels seus successors, Dulcidi (vers 700) va transferir les relíquies al Puèi on foren col·locades en una església sota la seva advocació. La seva festa es commemora l'1 de febrer.
Aquesta versió dels fets, però, és relativament moderna i té poc crèdit, ja que tant Agripà com Dulcidi s'hi esmenten com a bisbes d'Anis (Anitium) o de Lo Puèi, quan l'establiment final de la seu en aquesta vila no s'hauria fet fins al final del segle ix. Tampoc es creu que la població rural del Velai fos encara pagana al segle vii, ni que hi hagués arrians o helvidians.